# Jean-Dominique Senard
Jean-Dominique Senard (Neuilly-sur-Seine, 7 marzo 1953) è un dirigente d'azienda francese, dal 2012 al 2019 presidente di Michelin e dal gennaio 2019 presidente di Renault.

## Biografia
Nato a Neuilly-sur-Seine, sobborgo chic di Parigi, e figlio di Jacques Senard, diplomatico e ambasciatore francese al Cairo, L'Aia e Roma. Jean-Dominique studia al college privato Sainte-Croix di Neuilly dove fa parte anche del coro dei Piccoli cantori, i sotto la direzione di Louis Prudhomme, in seguito frequenta il college e la scuola privata Sainte-Croix Snow Abondance (Haute-Savoie) al fianco di Christophe de Margerie.

### Carriera
Si diploma nel 1976 alla École des hautes études commerciales de Paris (HEC), la scuola citata tra le cinque migliori al mondo, e si laurea in giurisprudenza.
Senard comincia la carriera professionale nel settembre 1979 nella Compagnie Française des Pétroles (Total) dove ricopre il ruolo di responsabile delle operazioni di gestione dei rischi finanziari. Nel 1987 entra nella direzione finanziaria di Saint-Gobain, diventandone direttore nel 1991 ed entrando nel comitato esecutivo della Vegla GmbH, una filiale tedesca del gruppo Saint-Gobain. 
Nel 1996 entra a far parte del gigante dell'alluminio Pechiney come responsabile finanziario (CFO). Nel 2003 è nominato CEO della società e membro del comitato esecutivo del gruppo canadese Alcan che ha appena acquistato il gruppo siderurgico francese con un'Opa ostile. All'inizio del 2005, dopo aver assicurato attraverso una ristrutturazione l'integrazione di Pechiney nella nuova struttura, lascia il gruppo Alcan. 
Tre settimane più tardi, nel marzo 2005, diventa CFO di Michelin: è Édouard Michelin a volerlo a Clermont-Ferrand. La sua ascesa in Michelin non subisce soste anche dopo l'improvvisa scomparsa di Édouard, annegato nel 2006 in un incidente di pesca in Bretagna, al largo dell'isola di Sein. Dal 2007 divide la responsabilità della guida del gruppo con Didier Miraton: lui si occupa di pneumatici per veicoli pesanti, aerei e mezzi industriali, Miraton di gomme per auto e ricerca. Nel maggio 2012 succede a Michel Rollier alla presidenza del gruppo. Sostiene i forti investimenti già effettuati in Cina, India e Brasile, rafforza le vendite del marchio nei paesi maturi come gli Stati Uniti, aumenta la produzione dei prodotti a basso costo per contrastare la forte concorrenza cinese, nel dicembre 2013 pone la prima pietra del futuro centro di innovazione del gruppo (chiamato "Urbalad") a Ladoux (l'investimento è di 270 milioni di euro), nello stesso tempo farà chiudere la fabbrica di Dundee, in Scozia, e cancellerà 730 posti di lavoro sul sito di Joué-lès-Tours. 
Nell'ottobre 2014 il suo incarico è rinnovato per quattro anni, sempre nel 2014 l'indebitamento del gruppo passa da 1 a 142 milioni di euro, un rappresentante sindacale si unisce al consiglio d'amministrazione di sorveglianza del gruppo.
Nel gennaio 2019 è nominato presidente di Renault (i due maggiori azionisti sono lo Stato francese e la Nissan con il 15% ciascuno) e nuovo CEO dell'Alleanza Renault-Nissan-Mitsubishi dopo il clamoroso arresto nel novembre 2018 all'aeroporto di Tokyo del suo predecessore, Carlos Ghosn, accusato dalla giustizia giapponese di malversazioni e evasione fiscale.
L'8 aprile 2019, è stato anche nominato vicepresidente di Nissan.
Il 12 giugno 2019, la sua entrata nel consiglio di amministrazione di Renault è stata approvata con il 90,88% dei voti degli azionisti, nonostante il fallimento delle trattative per la fusione tra Renault e Fiat-Chrysler.
Nel 2020, coopta Luca de Meo per affiancarlo nel ruolo di Direttore Generale di Renault, gruppo di cui rimane presidente.

### Altre funzioni
- Amministratore della compagnia Saint-Gobain, presidente del comitato contabile (dal giugno 2012).[14]
- Amministratore indipendente del gruppo SEB (2009-2013).[15]
- Vicepresidente del consiglio di amministratzione della Riunione della nobiltà pontificia (nel 2019).[16]
- Padrino degli studenti di master presso l'IAE Clermont-Auvergne della promozione 2017-2019.[17]

## Vita privata
Senard ha sposato nel 1983 Hélène d'Harcourt. La coppia ha avuto tre figli..

## Distinzione
- Comandante della Legione d'Onore (2021)[19]

- HEC dell'anno (2013)[20]

## Posizioni politiche
Senard è un ardente sostenitore del presidente francese Emmanuel Macron.